# Evan Brewer
Evan Brewer (Nashville, 23 settembre 1981) è un bassista statunitense.
È l'attuale bassista degli Entheos ed ex-componente dei The Faceless,degli Animosity e dei Reflux.

## Discografia

### Animosity
- Hellraiser Demo (2003)
- Shut It Down (2003)
- Empires (2005)
- Animal (2007)
- Altered Beast (2008)
- Bombs (2011)

### Reflux
- The Illusion of Democracy (2004)

### Entheos
- Primal EP (2015)

### Solista
- Alone (2011)
- Your Itinerary (2013)